# Finance
Finance je velmi široký ekonomický termín, který se týká peněžních prostředků a zacházení s nimi. Znamená jednak tvorbu, rozdělování a užití peněžních prostředků a kapitálu, jednak tyto prostředky samotné.
Financemi z pohledu finančního práva a vědy rozumíme určitý komplex finančních vztahů, které vznikají při finanční činnosti spočívající ve vytváření, rozdělování, přerozdělování a užití peněžních fondů na úrovni jednotlivých ekonomických jednotek - entit. Ne všechny peněžní vztahy jsou vztahy finančními.

## Pojem finance[2]

### Teoretická definice financí
Finance chápeme z teoretického hlediska jako peněžní vztahy tvorby, rozdělování a užití peněžních fondů jednotlivých subjektů. Finance tedy znamenají tvorbu peněžního fondu, jeho rozdělení a jeho užití.
Existuje i alternativní definice financí: Finance je učení, jak jednotlivci, instituce, vlády a podniky získávají, utrácí a spravují peníze a ostatní finanční aktiva.
V rámci financí z teoretického hlediska se rozlišují dva základní vztahy:
- Rozdělovací – každý vztah ve financích je vztahem rozdělovacím, tj. každý vytvořený fond se nějak rozděluje, např. podnik rozděluje tržby na výplatu mezd, daně státu, nákup surovin, splátky úvěru atp.

- Peněžní – všechny ekonomické procesy jsou vyjádřeny v penězích. Peníze tedy slouží jako ‚nosič‘ financí.

### Finance v praxi
V praktickém životě se pojem finance začal používat i v širším pojetí, tj. finance se běžně ztotožňují s penězi. Pokud bychom chtěli vytvořit definici pojmu financí z hlediska praktického, pak tím může být právě tento vztah finance = peníze.
Nicméně v následujícím textu bude brán pojem finance z jeho teoretického hlediska.

## Funkce financí[4]
Finance obsahují několik funkcí. Konkrétně to jsou funkce distribuční, alokační, stimulační a emisní.
- Distribuční funkce – je výchozí funkce financí na jejímž základě fungují všechny ostatní funkce. Znamená přerozdělování peněžních fondů mezi jednotlivými články financí (ekonomickými subjekty) i uvnitř nich.
- Alokační funkce – znamená efektivní alokaci/umístění peněžních fondů prostřednictvím přerozdělování.
- Stimulační funkce – prostřednictvím přerozdělování fondů lze ekonomický subjekt stimulovat či destimulovat k určité činnosti, např. zvýšením/snížením daní.
- Stabilizační funkce – přerozdělováním fondů lze stabilizovat ekonomické subjekty (např. prostřednictvím pojištění, sociálních dávek) i celé hospodářství.
- Emisní funkce – uplatňuje se pouze v rámci bankovnictví. Díky přerozdělování peněžních fondů bankami dochází k emisi peněz – zejména prostřednictvím poskytnutí bezhotovostního úvěru; případně vydáním peněz do oběhu centrální bankou.

## Metody financování[5]
Na základě přerozdělovacího vztahu rozlišujeme návratnou metodu financování, nenávratnou metodu financování a podmíněně návratnou metodu financování.
- Návratná metoda financování – předpokládá, že za určitý časový úsek se peněžní zdroje vrátí, většinou vyšší o úrok. Představuje tedy dočasné přerozdělení peněžních fondů.
- Nenávratná metoda financování – znamená trvalé zbavení se peněžních fondů. Rozlišujeme explicitní a implicitní nenávratnou formu financování. Explicitní nenávratná forma financování je zjevně daná, buď příkazem (např. zákonem) nebo rozhodnutím ekonomického subjektu (např. investice fyzické osoby do podnikání). Implicitní nenávratná metoda financování znamená skryté přerozdělování fondů. Například inflace, tj. trvalé zvyšování cenové hladiny snižuje reálnou hodnotu peněz, tedy skrytě přerozděluje fondy ekonomických subjektů.
- Podmíněně návratná metoda financování znamená návratnost peněžního fondu za předpokladu splnění určité podmínky. Příkladem podmíněně návratné metody financování je pojištění, kdy subjekt platí pojistné a pojistné plnění je mu poskytnuto pouze v případě vzniku pojistného rizika.

## Principy financí[6]
Finance jsou založeny na čtyřech základních principech:
1. Časová hodnota peněz – znamená, že jedna jednotka finančních prostředků vlastněná dnes má vyšší hodnotu než stejná jednotka vlastněná zítra. Důvodem je, že ekonomický subjekt může danou částku okamžitě zhodnotit, např. investicí, uložením v bance či zakoupením zboží. Jedním ze základních konceptů ve financích je právě koncept současné hodnoty (PV), pomocí něhož se oceňují různá aktiva (např. dluhopisy, akcie).[7]
2. Vyšší riziko předpokládá očekávané vyšší výnosy – obecně platí, že je-li něco více rizikové, očekáváme od toho více. Tento princip může přispět k porozumění, jak ekonomické subjekty činí svá finanční rozhodnutí.
3. Finanční trhy jsou efektivní při stanovování cen akcií – tento princip reflektuje skutečnost, že na finančních trzích panuje finanční efektivnost, daná tím, že velké množství profesionálů kontinuálně sleduje a vyhodnocuje nové informace.
4. Dlouhodobě dobrá pověst – je princip vycházející z historických zkušeností a z předpokladů, že podniky by se měly chovat eticky. Nicméně ve skutečnosti se často objevují tendence honby za ziskem, které mohou snížit kvalitu a bezpečnost produktů.

## Struktura financí[8]
Finance se dělí do několika základních oblastí – článků. Rozeznáváme následující články financí:
- Měnu
- Mezinárodní finance
- Bankovnictví
- Pojišťovnictví
- Podnikové finance
- Veřejné finance

### Podnikové finance
Podnikové finance jsou jedinou produktivní oblastí hospodářství, která vytváří produkt. Ostatní oblasti tento produkt pouze přerozdělují. Podnikové finance tedy tvoří základ pro všechny ostatní procesy.
Podnikové finance jsou peněžní vztahy tvorby, rozdělování a užití peněžních fondů podniku. Podnik tedy vytváří své fondy produkcí zboží a služeb, které prodává a dosahuje tím tržeb. Dále dochází k rozdělování těchto tržeb na výplaty mezd, nákup surovin, pojistné apod. Užitím zisku z tržeb dochází ke zvyšování majetku vlastníků, reinvesticím v rámci podniku či k finančním investicím. Zásadním motivem existence podniku je právě dosahování zisku.
V rámci podnikových financí se jako metoda financování nejvýznamněji uplatňuje explicitní nenávratná metoda financování – na základě rozhodnutí ekonomického subjektu, jelikož není zaručena návratnost vloženého kapitálu do podnikání.
Pro podnikové finance je charakteristická nerovnoměrnost koloběhu finančních prostředků, tj. dočasný nedostatek či přebytek peněžních prostředků. Z toho plyne vztah k dalšímu článku financí – bankovnictví. U banky je možné zhodnocovat dočasný přebytek peněžních prostředků a dočasný nedostatek řešit bankovním úvěrem. V tomto případě se uplatňuje návratná metoda financování.
Některé podniky mohou exportovat svou produkci či importovat suroviny a materiál pro svou produkci. Tím dochází k provázanosti podnikových a mezinárodních financí. Významný vliv na finanční výsledky takového podniku pak má devizový kurz, tj. aplikace implicitní nenávratné formy financování (devizový kurz skrytě přerozděluje fondy). Obdobně na jakýkoli podnik působí inflace.
Podnik musí čelit mnoha rizikům, např. živelným, úvěrovým, peněžním nebo kurzovým. To podnik řeší pomocí pojištění, tedy dalšího článku financí – pojišťovnictví. Zde se jedná o aplikaci podmíněně návratné metody financování.
Měnová politika také výrazně ovlivňuje finanční rozhodování podniku. Z toho plyne provázanost s dalším článkem financí – měnou.
Vztah mezi podnikovými a veřejnými financemi může být doložen například tím, že podnik umožňuje tvorbu veřejných rozpočtů formou odvodu daní z mezd. Pro tento vztah je tedy typická nenávratná explicitní příkazová metoda financování.

### Měna a mezinárodní finance
V případě měny se jedná o určení národní formy peněz, tj. nosného média v hospodářství. Veškeré ekonomické procesy a finanční rozhodování jsou ovlivněny způsobem emise peněz. Vnitřní stabilita měny je pak charakterizována mírou inflace.
Mezinárodní finance jsou peněžní vztahy tvorby, rozdělování a užití devizových fondů. Metody financování v mezinárodních financích jsou tedy stejné jako v ostatních článcích financí, s tím rozdílem, že se používají devizy, respektive transformace deviz do domácí měny a naopak.

### Bankovnictví
Bankovní finance jsou peněžní vztahy tvorby, rozdělování a užití bankovních fondů. Banka je specifickým druhem podniku, který vytváří svůj fond sběrem investic a vkladů od ekonomických subjektů a jejich zhodnocováním. Banka ale navíc oproti typickému podniku disponuje specifickou formou přerozdělování fondů, kdy ze svého fondu poskytuje úvěry ekonomickým subjektům. Pro bankovnictví je tedy typická distribuční a emisní funkce. Podstatou existence bankovnictví je časový nesoulad příjmů a výdajů jednotlivých ekonomických subjektů. Dále je pro bankovnictví charakteristická návratná metoda financování, na níž je založeno přijímání vkladů a poskytování úvěrů.

### Pojišťovnictví
Pojištění lze definovat jako peněžní vztahy tvorby, rozdělování a užití pojistných fondů. Pojišťovna vytváří svůj fond formou uzavírání pojištění proti různým druhům rizik, jimž čelí ekonomické subjekty. I pojišťovna je specifickým druhem podniku, který rozděluje pojistný fond mj. tím, že vyplácí pojistné plnění v případě, kdy došlo k pojistné události. Podstata existence pojišťovnictví plyne z existence náhodných jevů a jejich náhodnosti. Pro pojišťovnictví je tedy typická podmíněně návratná forma financovaní.

### Veřejné finance
Veřejné finance jsou peněžní vztahy tvorby, rozdělování a užití veřejných peněžních fondů. Tyto fondy jsou většinově tvořeny výběrem daní od jednotlivých ekonomických subjektů. Vybrané prostředky jsou poté přerozdělovány ve formě důchodů, sociálních dávek, investic do infrastruktury apod. Toto přerozdělování je nenávratné a je tedy při něm užita nenávratná explicitní příkazová forma financování. Důvodem existence veřejných financí je existence veřejných statků a nutnost plnění určitých úkolů státu a místních samospráv.
V oblasti veřejných financí dochází ke konfrontaci dvou ekonomických názorů – liberalismu a keynesiánství. Liberálové obhajují spíše negativní důsledky přerozdělování prostřednictvím rozpočtů, zatímco keynesiánci zdůrazňují státní zásahy a přerozdělování.
Základní problémy veřejných financí jsou:
- Míra přerozdělování procesů – je otázkou, zda je třeba vyššího či nižšího daňového zatížení a na druhou stranu vyšší či nižší produkce veřejných statků.
- Vyrovnanost rozpočtu a příčiny a způsoby krytí deficitu – tento problém spočívá v tom, že na jedné straně jsou kolísající příjmy, závislé na vývoji hospodářství, a na straně druhé stále rostoucí výdaje. Otázkou tedy je, do jaké míry vykazované deficity financovat.
- Fiskální federalismus – vyjadřuje vztahy mezi ústředním rozpočtem a veřejnými rozpočty. Jedná se zde o problém, zda je vhodnější silný centrální rozpočet a slabé místní rozpočty či naopak. Další otázkou je jaké příjmy by měly směřovat do jakého rozpočtu.
- Efektivnost veřejných výdajů – porovnává efektivnost přerozdělování, resp. zda dokáží lépe přerozdělovat veřejné finance nebo některý z článků financí soukromých.

## Původ slova
Pochází ze starofrancouzského finance, doslova ukončení, tj. splacení dluhu a vyrovnání závazku. Ve významu peněžních prostředků a zacházení s nimi se používá od 18. století.

## Rozdělení
Peněžní fondy lze rozdělit podle subjektů, které je tvoří, na:
- fondy soukromé, (např. podnikové fondy, peněžní fondy domácností), nebo
- fondy veřejné - rozpočty

Jiné dělení je podle subjektu, který s financemi operuje, na:
- osobní finance – jednotlivec, popř. rodina
- podnikové finance – podnik, korporace, firma
- veřejné finance – stát, kraj, okres, místní zastupitelstvo

V širším významu označují finance veškerá finanční aktiva:
- peníze,
- cenné papíry
  - akcie
  - dluhopisy
  - směnky
  - šeky
  - a mnoho dalších
- finanční kapitál firem
- bankovní kredit bank
- atd.